# Amomum linearifolium
Amomum linearifolium är en enhjärtbladig växtart som beskrevs av Adolph Daniel Edward Elmer. Amomum linearifolium ingår i släktet Amomum och familjen Zingiberaceae. Inga underarter finns listade i Catalogue of Life.